# Doris Fürk-Hochradl
Doris Fürk-Hochradl (* 15. Juni 1981 in Braunau am Inn) ist eine österreichische Schriftstellerin. 

## Leben
Doris Fürk-Hochradl wurde in Braunau am Inn geboren und wuchs in Schalchen auf. Sie arbeitet als Lehrerin für Religion an einer Volksschule in Braunau. Doris Fürk-Hochradl schrieb als Kind die ersten Geschichten, mit 33 belegte sie beim steirischen Jugendliteraturpreis in der Kategorie Hauptpreis den zweiten Platz. Sie schreibt für den Emons-Verlag Innviertler Regionalkrimis. Von ihr erschienen Kurzgeschichten und Lyrik in Anthologien und Literaturzeitschriften (DUM, Driesch).
Fürk-Hochradl lebt mit ihrer Familie in Feldkirchen bei Mattighofen
.

## Werke
- Kräuterrosi, ledig, sucht, 2014, Emons Verlag,  ISBN 978-3954515226
- Oskar und das andere Leben, 2014, edition innsalz, ISBN 978-3902981332
- Pretty in Paris, 2015, Oetinger Taschenbuch, PINK, ISBN 978-3864300486
- Dunkelgrau, 2015, Edition Tandem, ISBN 978-3902932433
- Kräuterrosi und ihr Bumshüttensepp, 2016, Emons Verlag, ISBN 978-3-95451-986-6
- Tod im Innviertel, 2018, Emons Verlag, ISBN 978-3-7408-0317-9
- Endstation Innviertel, 2019, Emons Verlag, ISBN 978-3-7408-0623-1
- Ein Toter im Inn, 2023, Emons Verlag, ISBN 978-3-7408-1655-1

## Auszeichnungen
- 2014: 2. Platz beim Kinder- und Jugendliteraturpreis des Landes Steiermark[1]